# Mănăstirea Humorului
Mănăstirea Humorului est une commune du județ de Suceava en Roumanie.